# Porto Nacional
Porto Nacional är en kommun i Brasilien.   Den ligger i delstaten Tocantins, i den centrala delen av landet, 600 km norr om huvudstaden Brasília. Antalet invånare är 49 143.
Omgivningarna runt Porto Nacional är huvudsakligen savann. Runt Porto Nacional är det glesbefolkat, med 12 invånare per kvadratkilometer.